# Schloss Lemiers

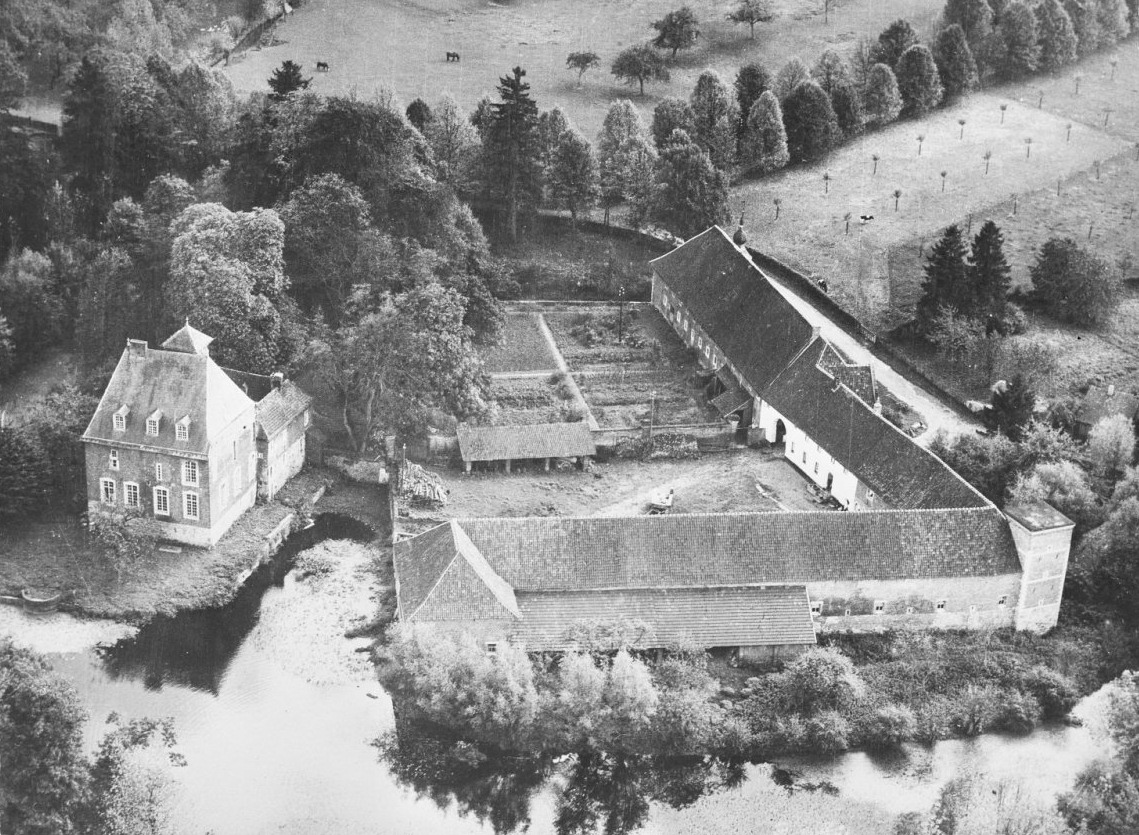
Luftbild der Schlossanlage aus nördlicher Richtung

Das Schloss Lemiers (niederländisch Kasteel Lemiers), auch Ig'n Hoes, G'n Hoes oder Gen Hoes genannt, steht im niederländischen Ort Lemiers, einem Teil der Gemeinde Vaals, nordwestlich des Ortskerns am Ufer des Senserbachs, der dort die Grenze zwischen den Niederlanden und Deutschland bildet. Das Schloss liegt damit etwa sechs Kilometer westlich von Aachen. Es ging aus einem wasserumwehrten frühmittelalterlichen Gutshof hervor und steht seit dem 28. Juli 2003 als Rijksmonument unter Denkmalschutz. Das Schloss befindet sich in Privatbesitz und ist nicht zu besichtigen.

## Geschichte

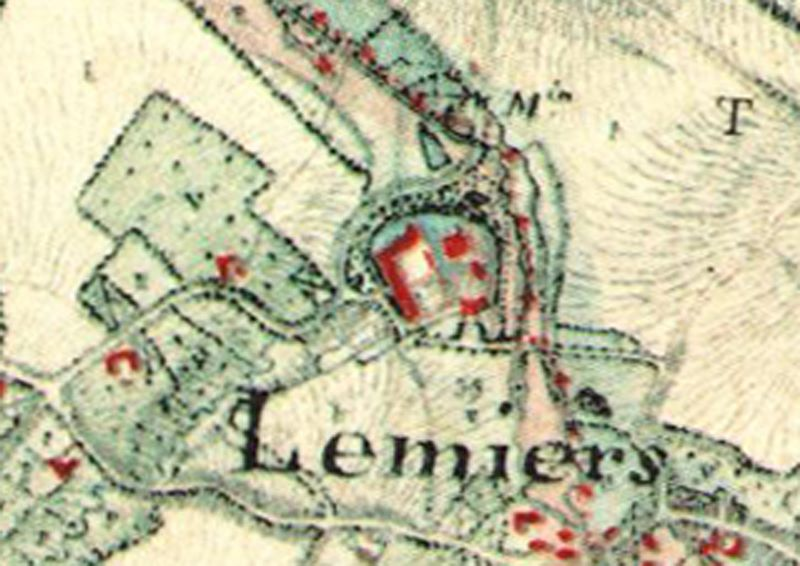
Schloss Lemiers auf der Tranchotkarte, frühes 19. Jahrhundert

Um das Jahr 1055 schenkte der Graf Katelo dem Aachener Marienstift einen Hof in Lumirs. Dieser war möglicherweise eine Vorgängeranlage des heutigen Schlosses, das am Ort eines frühmittelalterlichen Gutshofs steht. Der Hof wurde noch im Mittelalter zu einer Wasserburg ausgebaut, deren Herren im 13. und 14. Jahrhundert mehrfach als Zeugen in Urkunden genannt wurden, so zum Beispiel 1202 Winandus de Lumirs, 1274 Gerardus de Lumiers und zwischen 1319 und 1325 mehrfach Wilhelmus de Lumiers. Wie viele andere Anwesen in der Gegend wurde auch die damalige Burg vermutlich während des Limburger Erbfolgestreits (1283–1288) zerstört.
Später gelangte der Besitz an die Familie von Ophem (auch Opheim und Oppem geschrieben), denn in einer Urkunde aus dem Jahr 1330 ist Johann von Ophem als Eigentümer aufgeführt. Vor 1500 kam die Burg Lemiers an die Familie von Eys genannt Beusdael, die bis ins 17. Jahrhundert Eigentümerin blieb. Nach dem kinderlosen Tod Wilhelm von Eys-Beusdaels im Jahr 1638 verkaufte sein Verwandter Andreas von Eys genannt Beusdael das ziemlich heruntergekommene Haus 1640 samt Herrschaft an den Syndikus des Aachener Schöffengerichts, Georg von Stücker. Dieser ließ das Herrenhaus auf den mittelalterlichen Fundamenten erneuern und ihm im Süden einen dreiflügeligen Anbau vorsetzen, in dem eine Reihe Gästezimmer lag. Von Stücker empfing auf Schloss Lemiers fortan Kollegen und Jagdfreunde. Außerdem ließ er westlich des Herrenhauses den Westflügel der heutigen Vorburg beginnen. Sein einziges Kind, die Tochter Adelheid, heiratete in zweiter Ehe Johann Wilhelm von Fürth aus einer alten Aachener Schöffenfamilie, der den Bau der Vorburg weiter fortführte. Dessen Sohn und Erbe des Schlosses, Franz von Fürth, wurde 1773 mit der Benennung „Freiherr von Brewer, genannt von Fürth“ in den erblichen Reichsfreiherrenstand erhoben.  
Etwa 100 Jahre später ließ Caspar Joseph von Brewer genannt von Fürth den südlichen Teil des westlichen Vorburgflügels ergänzen. Allerdings waren die Arbeiten daran bei seinem Tod im Jahr 1783 noch nicht beendet. Etwa zur gleichen Zeit entstand mit einer Bogenbrücke und einem Tor am Südrand des Anwesens ein neuer Zugang, der wegen seiner Bauformen Johann Joseph Couven oder seinem Sohn Jakob zugeschrieben wird. Möglicherweise war dieser Couven auch an einem barocken Umbau des Herrenhauses beteiligt. Durch die Heirat von Henriette Wilhelmine von Brewer genannt von Fürth im Jahr 1807 mit Friedrich Franz Anton von Pelser-Berensberg kam das Schloss an dessen Familie. Nach dem Tod der Schlossherrin im Juni 1851 war die Anlage allerdings kaum noch bewohnt. Weil Henriettes Enkel Otto am 17. November 1891 die Deutsche Wilhelmine Ida Louise Martha Mitscherlich geheiratet und ihr Schloss Lemiers bei seinem Tod im November 1935 hinterlassen hatte, wurde es 1945 zusammen mit 40 Hektar Land als Feindeigentum vom niederländischen Staat konfisziert. Die Witwe musste das Schloss verlassen und zog nach Aachen. Ihr ältester Sohn und Erbe Horst Friedrich Wilhelm Hans bemühte sich, das Schloss für seine Familie zurückzuerhalten und hatte schlussendlich Erfolg: Es wurde am 3. Februar 1953 restituiert. Allerdings war das Schloss zu jener Zeit in einem sehr schlechten baulichen Zustand, denn neben einer allgemeinen Überalterung der Gebäude hatte 1941 ein Bombentreffer im Zweiten Weltkrieg das Dach und den oberen Teil eines Eckturms zerstört. Anschließend zwar mit einem Notdach versehen, wurde der Turm, der nach der Konfiskation im Besitz der Nederlandse Kastelenstichting (deutsch Niederländische Schlösserstiftung) war, aber sich selbst überlassen, sodass schließlich der verbliebene Turmrest einstürzte. 1950 wurden die Restaurierungskosten für das Schloss mit 90.000 Gulden veranschlagt. Horst von Pelser-Berensberg verkaufte das Anwesen 1957 an Otto Maximilian Hofland Fürst, einen Kunsthändler aus Amsterdam, der eine Instandsetzung der Gebäude in Angriff nahm. Er setzte damit einige schon 1951 vom Staat begonnene Arbeiten weiter fort. Noch 20 Jahre später waren die Restaurierungsarbeiten nicht abgeschlossen. Heute gehört Schloss Lemiers E. J. A. J. Jongen.

## Beschreibung

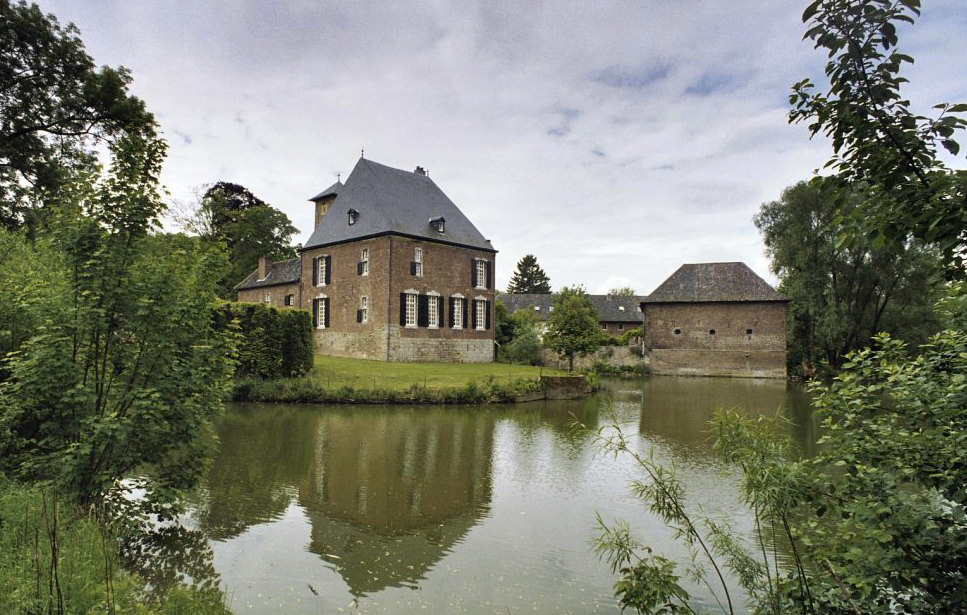
Schloss Lemiers, Ansicht von Nordosten

Schloss Lemiers ist eine zweiteilige Anlage, bestehend aus einem Herrenhaus und einer westlich davon liegenden Vorburg. Das ganze Anwesen war früher von Wassergräben umgeben, die vom Senserbach gespeist wurden. Heute sind große Teile der Gräben verfüllt und eingeebnet, lediglich an der Nord-, Ost- und Südseite des Herrenhauses sind sie teilweise noch erhalten.

### Toranlage
Der heutige Zugang zum Schlossareal erfolgt über eine barocke Toranlage an der Südseite. Eine zweibogige Backsteinbrücke mit Zierankern führt über den Graben zu einem korbbogigen Eingang mit zweiflügeliger Holztür und Mannpforte. Der Torbogen ist von einem kleinen schiefergedeckten Walmdach abgeschlossen. Die Torrahmung besteht aus Mergelstein und wird von zwei gemauerten Pfeilern mit Hausteinabdeckung und Vasenbekrönung flankiert. Zu beiden Seiten setzen ausladende, ebenfalls aus Mergel bestehende Voluten an den Torpfeilern an. Ihnen schließen sich niedrige, geschwungene Mauern entlang des Schlossgrabens an und enden an zwei weiteren Pfeilern in der Art wie die des Tores, die aber niedriger sind. Die Toranlage aus dem 18. Jahrhundert hat große Ähnlichkeit mit der von Schloss Genhoes in Alt-Valkenburg und wird aufgrund ihrer Gestaltung einem der beiden Aachener Couven-Baumeister zugeschrieben.

### Vorburg
Die Vorburg besteht aus einem L-förmigen Wirtschaftstrakt, der im 17. und 18. Jahrhundert errichtet wurde und von pfannengedeckten Walmdächern abgeschlossen ist. Mehrheitlich kam dabei Backstein als Baumaterial zum Einsatz. Der auch benutzte Bruchstein ist älter und deutet auf eine Wiederverwendung hin. Vom Baubeginn im Jahre 1667 zeugen Maueranker an der Hofseite des nördlichen Westflügels. Dort waren früher Stallungen untergebracht, während der Nordflügel des Wirtschaftsgebäudes neben Ställen eine große Scheune und eine Remise beherbergte. Die Maueranker an dessen Ostseite kamen erst bei einer Restaurierung in den 1950er Jahren hinzu. An der Nordwest-Ecke steht ein dreigeschossiger Vierecksturm mit Eckquaderung. Er ist das Ergebnis eines Wiederaufbaus, nachdem er im Zweiten Weltkrieg durch einen Bombentreffer größtenteils zerstört worden war. Früher besaß er eine barocke Haube, die heute durch ein Flachdach ersetzt worden ist.
In der Mitte des westlichen Vorburgflügels steht das ehemalige Torhaus der Anlage, das heute jedoch nicht mehr als Tor benutzt wird. Das zweiflügelige Korbbogentor besitzt einen Dreiecksgiebel als Abschluss, der in seinem unteren Teil leicht geschweift ist und dekorative Querbänder aus Mergel besitzt. Über dem Torbogen findet sich ein Wappenstein, der – genauso wie die Maueranker in Form der Jahreszahl 1683 – erst bei Restaurierungsarbeiten in den 1950er Jahren dort angebracht wurde. Nördlich an das Torgebäude anschließend, lag früher die Pächterwohnung der Anlage.
Der südliche Teil des Westflügels ist der jüngste Gebäudeteil der Vorburg. Er entstand erst im 18. Jahrhundert und beherbergte früher unter anderem eine Brauerei. Direkt südlich des Torhauses befindet sich ein quadratischer Raum mit einem Kreuzgewölbe, dessen Rippen auf einem quadratischen Mittelpfeiler ruhen. Dieser Raum wurde früher von einer Wassermühle genutzt. Alle übrigen Räume dieses jüngsten Trakts besitzen im hohen Sockelgeschoss Decken mit Tonnengewölben. An der Südwest-Ecke der Vorburg steht ein Rundturm mit barocker Schieferhaube, die von einer Wetterfahne mit der Jahreszahl 1774 bekrönt ist. Umlaufende Bänder am Turm aus hellem Mergel kontrastieren mit dem Rot des Backsteinmauerwerks. Unter seinem Traufgesims, das ebenfalls aus Mergel besteht, verläuft ein Zahnfries aus Mauerziegeln.
Westlich der L-förmigen Vorburg steht das ehemalige Backhaus des Schlosses. Es besitzt Mauerwerk aus Kalkstein und ein pfannengedecktes Satteldach.

### Herrenhaus
Das Herrenhaus steht östlich der Vorburg und war früher von dieser durch einen Wassergraben getrennt, der über eine Zugbrücke überquert werden konnte. Das Gebäude besteht aus einem älteren Nordflügel und einem südlich daran angefügten neueren und niedrigeren Teil in U-Form. Auf diese Weise umgeben die Trakte einen kleinen Binnenhof. Der zweigeschossige Nordflügel mit Walmdach und Dachgauben besitzt einen fast quadratischen, 13 × 12,4 Meter messenden Grundriss. Das Mauerwerk seines Sockelgeschosses aus Quarzitquadern könnte der Reste eines Wohnturms aus dem 12. Jahrhundert sein und weist noch Schießscharten auf. Die darüber liegenden Geschosse wurden aus Mauerziegeln errichtet und stammen mehrheitlich aus dem 15. Jahrhundert, wurden aber im 17. und 18. Jahrhundert verändert. Bei diesen Arbeiten wurden zum Beispiel einige der Kreuzstockfenster durch größere Rechteckfenster ersetzt. Im Untergeschoss finden sich Kellerräume mit Tonnengewölbe.
Der dreiflügelige Anbau an der Südseite stammt aus dem 17. Jahrhundert aus der Zeit nach 1640. In seinem Südtrakt liegt der schlichte, rechteckige Eingang zum Herrenhaus. Von dort ist der Innenhof des Gebäudes erreichbar. Dessen Fassaden sind – im Gegensatz zu den Außenfassaden – verputzt. Der Südflügel besitzt an der Hofseite im Erdgeschoss eine dreibogige Arkade, deren Bögen von toskanischen Säulen getragen werden. Ihr gegenüber liegt an der nördlichen Hoffassade eine hölzerne Loggia mit toskanischen Säulen und Pilastern, die flache Korbbögen tragen. Sie wurde dem Nordflügel im 18. Jahrhundert vorgebaut. Unter der Loggia führt eine achtstufige Holztreppe hinauf zum korbbogigen Eingang des Nordflügels im Stil Louis-seize. Neben der Loggia steht ein dreigeschossiger Treppenturm, der ursprünglich einmal höher war. Er besitzt ein schiefergedecktes Zeltdach und kleine Rechteckfenster mit Hausteinrahmungen aus Namurer Blaustein.

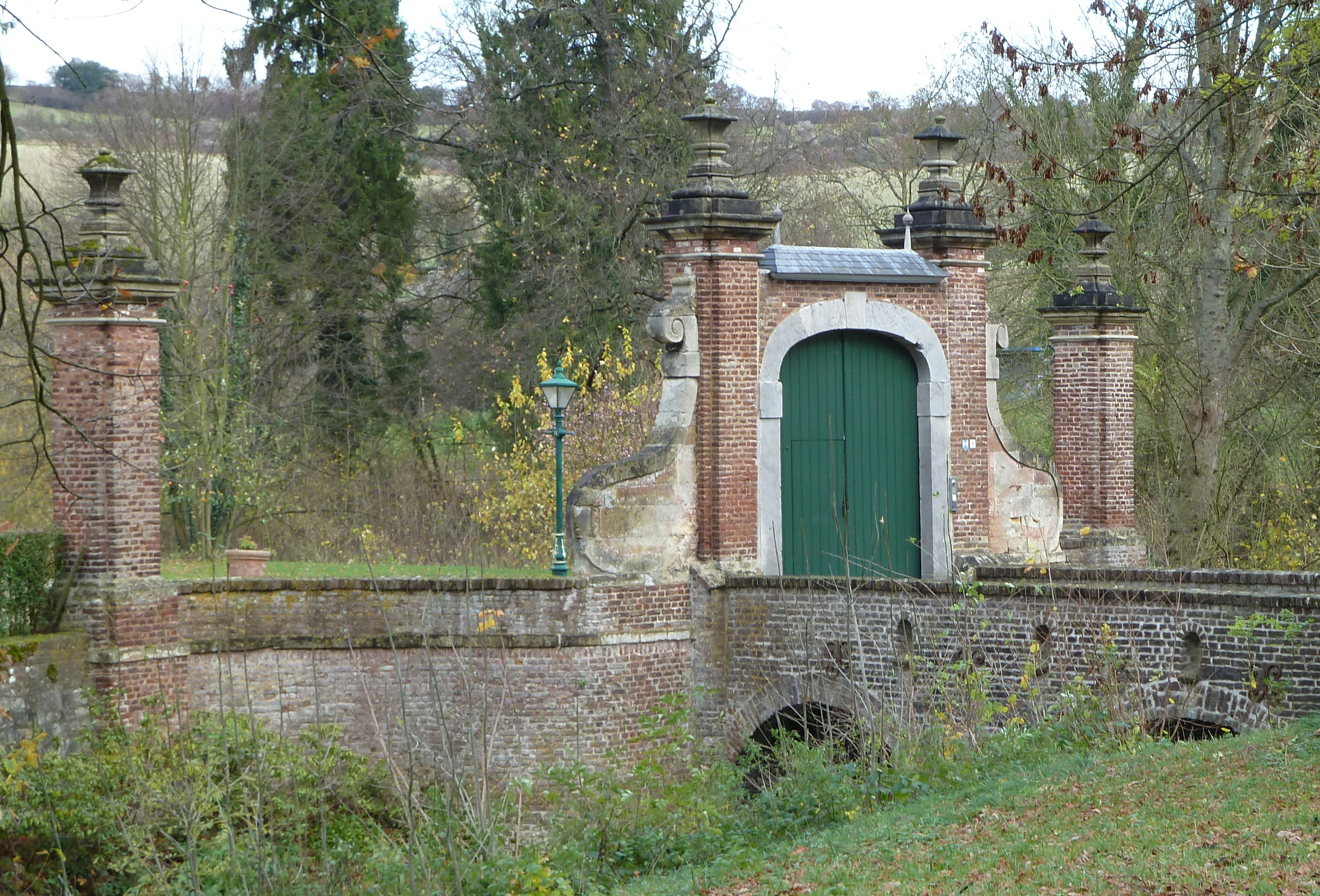
Toranlage
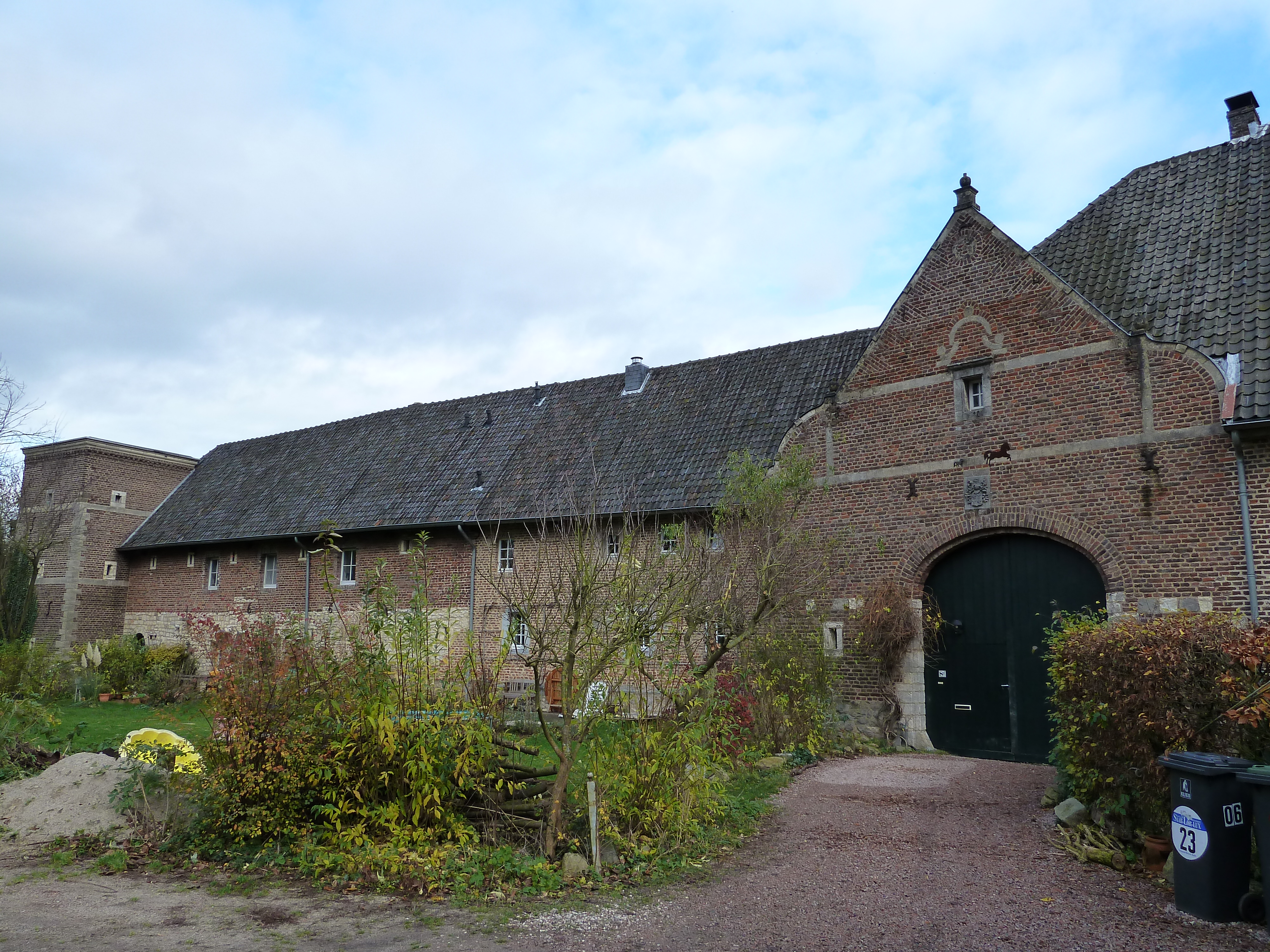
Westflügel der Vorburg mit ehemaligem Torhaus
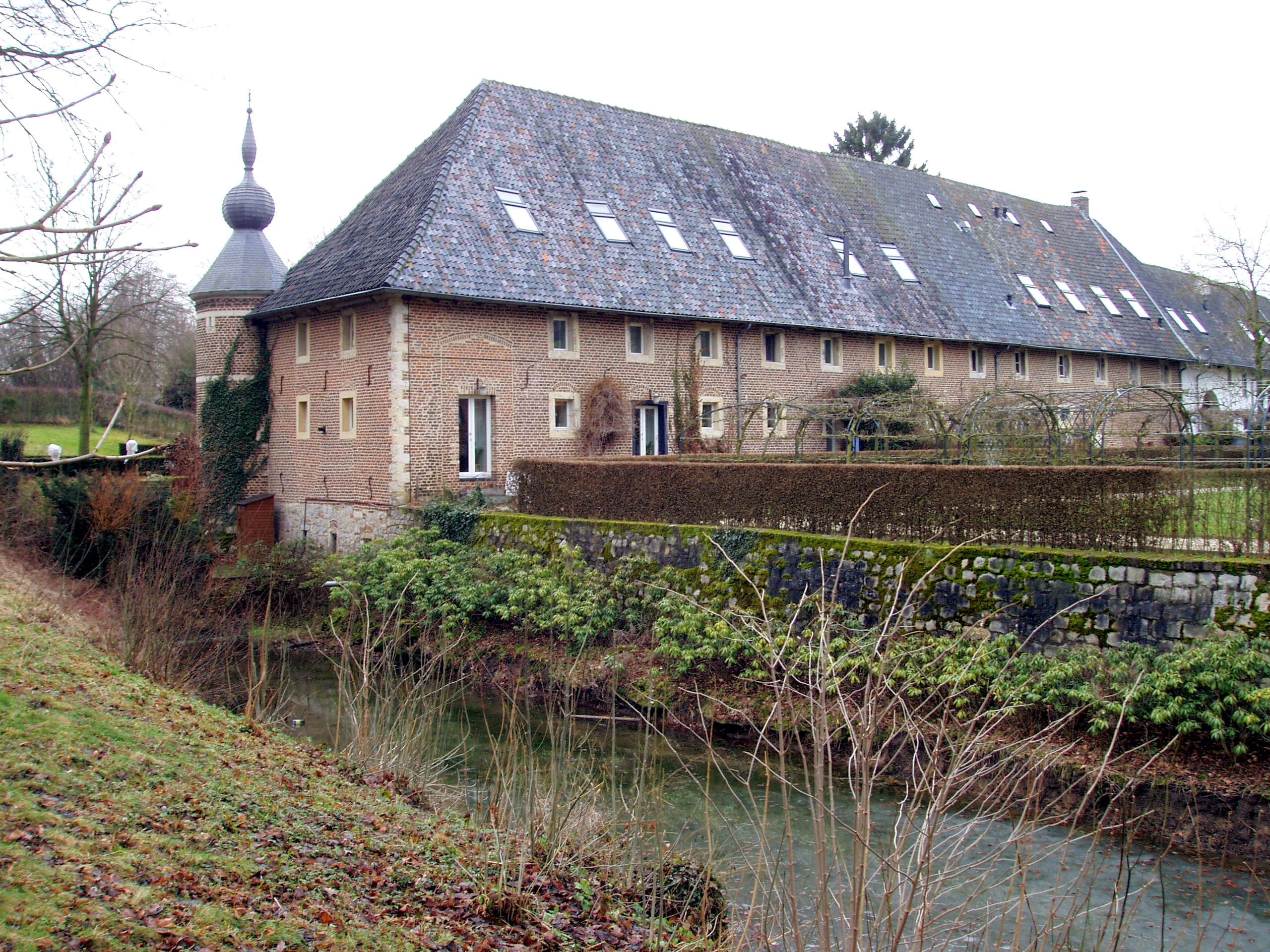
Südlicher Teil des Vorburgwestflügels
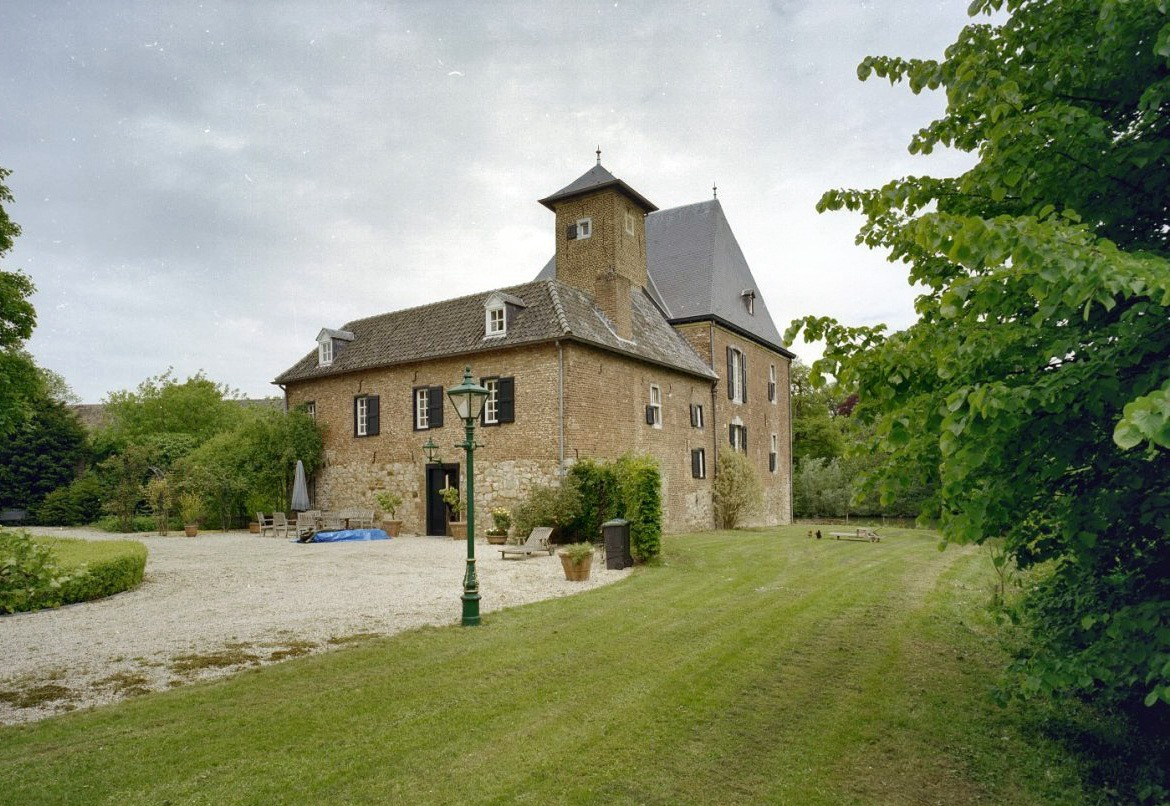
Ansicht des Herrenhauses von Südosten
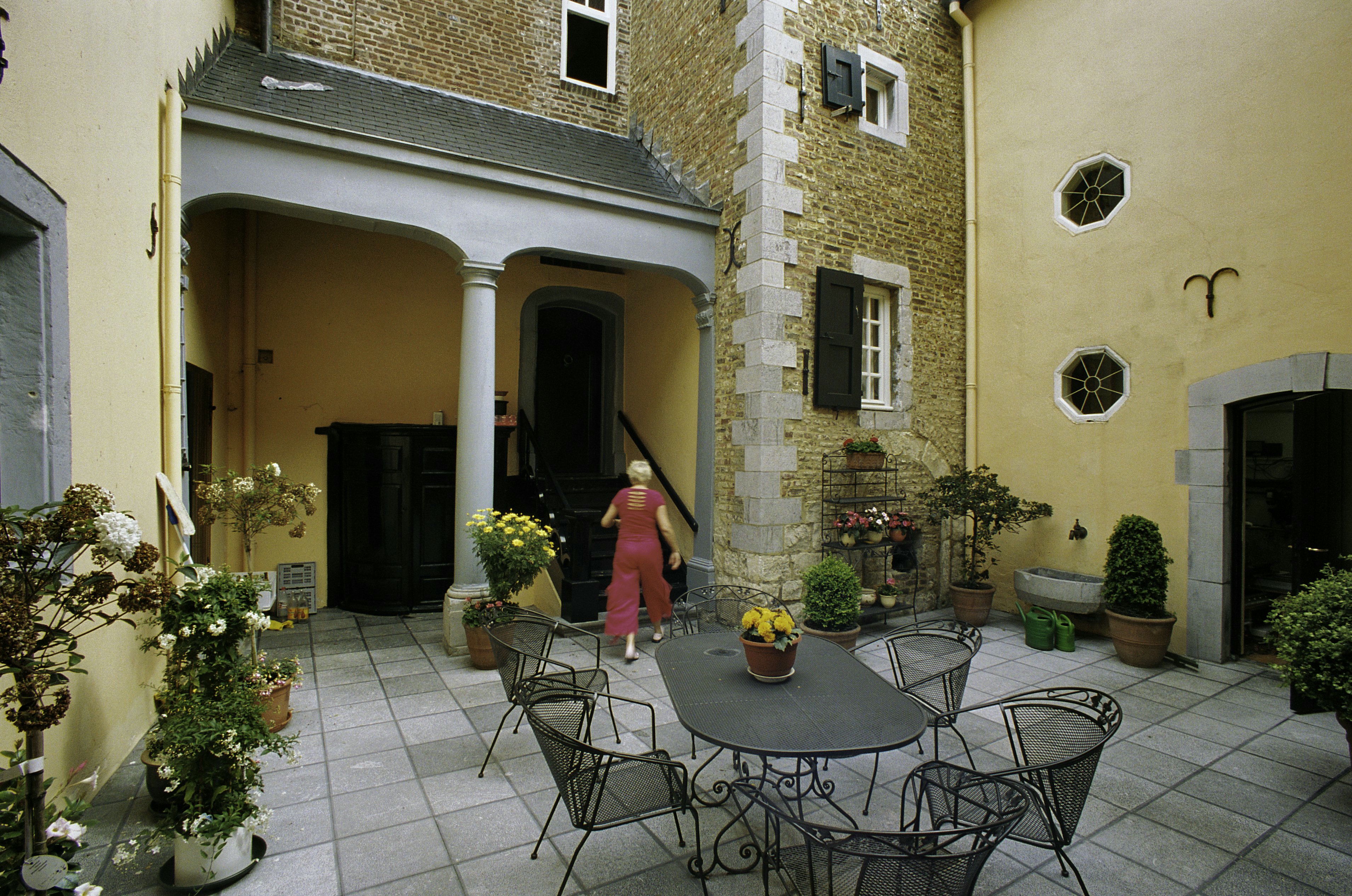
Innenhof des Herrenhauses

### Garten und Umgebung

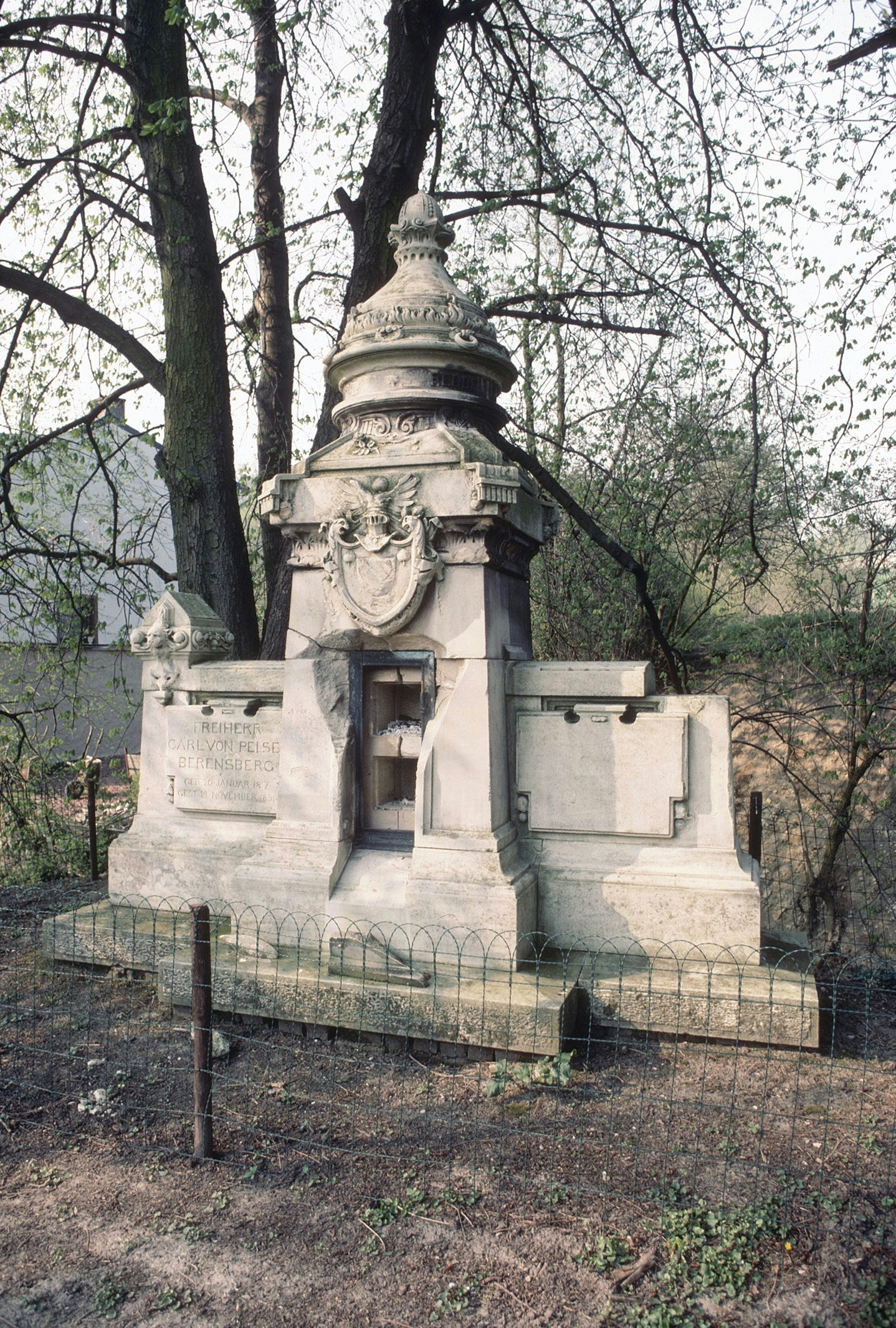
Denkmal im Landschaftsgarten

Eine von Linden gesäumte Allee führt von Süden auf die Schlossanlage zu. Sie gehört zu einem recht kleinen englischen Landschaftsgarten aus dem 19. Jahrhundert, von dem heute nur noch eine Fläche direkt am Herrenhaus und ein 25 bis 50 Meter breiter Streifen zwischen dem Senserbach und dem Schlossgraben übrig ist. Zu seiner Bepflanzung zählen alte Solitärkastanien und viele Koniferen. Eine Karte von 1841 zeigt noch rund um das Herrenhaus und entlang des Senserbachs einen Ziergarten. Westlich der Zufahrtsallee lag zu jener Zeit ein Gemüsegarten.
Die Fläche zwischen Vorburg und Herrenhaus ist durch eine hohe Backsteinmauer in einen nördlichen und einen südlichen Bereich geteilt. Diese Mauer wurde möglicherweise auch von Couven entworfen, denn ihre gemauerten Torpfeiler mit Abschlussplatten aus Mergel haben eine gewisse Ähnlichkeit zu den Pfeilern des Tores an der Südseite. Der südliche Bereich wird von einem formalen Garten eingenommen, der an drei Seiten von einem Laubengang umgeben ist. An dieser Stelle lag früher ein Küchengarten. Heute ist dort die Rückwand eines Brunnens aufgestellt, die auf das Jahr 1729 datiert und mit dem Allianzwappen der Familien von Fürth und von Pelser-Berensberg verziert ist. Der Sockel trägt die Inschrift: CASPARUS JOSEPHUS BARO DE FURTH / BERNADINA DE PELSER DE BERNSBERG / CONIUGES MDCCXXIX. Im Giebelfeld des bekrönenden Dreiecksgiebels ist VAE EBRIIS zu lesen, während auf dem Gesims unter dem Giebel AGE, TIME NEMINEM, TIME DEUM steht.
Nördlich des Herrenhauses steht im Landschaftspark am Bachufer direkt am Zusammenfluss von Hermannsbach und Senserbach ein im Jahr 1891 errichtetes Denkmal aus Naturstein und Zement im eklektischen Stil. Es besteht aus einem turmförmigen Mittelteil und zwei niedrigeren Seitenteilen. Auf dem Mittelteil findet sich eine Kartusche mit dem Wappen der Familie Pelser-Berensberg und die Inschrift „Munda Redde Tolle Noxia“. Auf dem linken Seitenteil ist auf einer Steinplatte der Text „Freiherr / Carl von Pelser / Berensberg / geb. 20 Jan. 1817 / gest. 14 Nov. 1891“ angebracht.